# Maria McBride
Maria Anna 'Mimmi' McBride (Falun, 15 oktober 1973) is een Zweedse golfprofessional. Ze debuteerde in 1996 op de Ladies European Tour en in 1998 op de LPGA Tour. Ze werd geboren onder de naam Maria Anna Hjorth.

## Loopbaan
Hjorth had een succesvolle golfcarrière bij de amateurs en won meer dan twintig titels. In 1996 werd ze een golfprofessional en maakte meteen haar debuut op de Ladies European Tour (LET). In 2004 behaalde ze haar eerste profzege op de LET door het Ladies English Open te winnen en een jaar later verlengde ze de titel.
In 1998 debuteerde ze op de LPGA Tour. In 1999 boekte ze in haar tweede seizoen successen door het winnen van de Safeco Classic en de Mizuno Classic.
Hjorth was ook meerdere keren onderdeel van het Europese golfteam op de Solheim Cup in 2002, 2005, 2007, 2009 en 2011.

## Persoonlijk leven
Hjorth is in 2007 getrouwd met de Amerikaan Shaun McBride en neemt de familienaam van haar man over.

## Prestaties

### Professional
LPGA Tour
| Nr. | Datum             | Toernooi               | Score           | Score | Info |
| --- | ----------------- | ---------------------- | --------------- | ----- | ---- |
| 1   | 19 september 1999 | Safeco Classic         | 69-68-70-64=271 | –17   |      |
| 2   | 7 november 1999   | Mizuno Classic         | 70-64-67=201    | –15   |      |
| 3   | 30 september 2007 | Navistar LPGA Classic  | 70-67-70-67=274 | –14   |      |
| 4   | 5 december 2010   | LPGA Tour Championship | 72-68-71-72=283 | –5    |      |
| 5   | 1 mei 2011        | Avnet LPGA Classic     | 70-74-67-67=278 | –10   |      |

Ladies European Tour
| Nr. | Datum        | Toernooi            | Score        | Score | Info |
| --- | ------------ | ------------------- | ------------ | ----- | ---- |
| 1   | 11 juli 2004 | Ladies English Open | 66-67-64=197 | –19   |      |
| 2   | 10 juli 2005 | Ladies English Open | 68-69-67=204 | –12   |      |

Overige zeges
- Delsjo Ladies Open, Toyota Ladies Open, Aspeboda Ladies Open (Swedish Professional Ladies Tour)
- A.V. Rubbish Classic (Players West Tour)

## Teamcompetities
Amateur
- Espirito Santo Trophy ( SWE): 1992, 1994

Professional
- Solheim Cup ( EU): 2002, 2005, 2007, 2009, 2011 (winnaars)
- Lexus Cup (Internationale team): 2007
- World Cup ( SWE): 2008